# Мухарем
Мухарем (арап. محرم) први је месец у Исламском календару. Један је од четири света месеца хиџретске године. Није пожељно бити у рату или се на други начин борити током овог месеца, а сукоби често престају током Мухарема.
| Хиџретска година | Први дан            | Последњи дан        |
| ---------------- | ------------------- | ------------------- |
| 1439.            | 21. септембар 2017. | 20. октобар 2017.   |
| 1440.            | 11. септембар 2018. | 9. октобар 2018.    |
| 1441.            | 31. август 2019.    | 29. септембар 2019. |
| 1442.            | 20. август 2020.    | 17. септембар 2020. |
| 1443.            | 9. август 2021.     | 7. септембар 2021.  |
| 1444.            | 30. јул 2022.       | 27. август 2022.    |